# Xian de Toli
Cette page contient des caractères spéciaux ou non latins. S’ils s’affichent mal (▯, ?, etc.), consultez la page d’aide Unicode.
Le xian de Toli (托里县 ; pinyin : Tuōlǐ Xiàn ; ouïghour : تولى ناھىيىسى / Toli Nahiyisi) est un district administratif de la région autonome du Xinjiang en Chine. Il est placé sous la juridiction de la préfecture de Tacheng.

## Démographie
La population du district était de 81 984 habitants en 1999.